# Barbe Noire
Vous lisez un « bon article » labellisé en 2012.
Pour les articles homonymes, voir Barbe Noire (homonymie).
Edward Teach ou encore Edward Thatch, connu sous le nom de Barbe  Noire (en anglais : Blackbeard), né vraisemblablement à Bristol vers 1680 et mort le 22 novembre 1718 sur l'île d'Ocracoke, est un pirate anglais qui a opéré dans les Antilles et sur la côte Est des colonies britanniques en Amérique.
La jeunesse et les débuts de Teach sont mal connus. En 1716, il rejoint l'équipage de Benjamin Hornigold, pirate basé à New Providence dans la Caraïbe, puis, commandant son propre navire, le Queen Anne's Revenge — comptant 40 canons et jusqu'à 350 hommes à son bord —, il devient un pirate de renom dans les années 1717 et 1718. Son apparence inquiète en raison de son épaisse barbe noire qui lui vaut son surnom et de son habitude de mettre des mèches à canon allumées dans ses cheveux lors des combats.
Après s'être séparé de Hornigold, Teach forme une alliance de pirates avec laquelle il organise le blocus du port de Charleston, en Caroline du Sud, obtenant ainsi une rançon des habitants de cette colonie britannique. Peu après, il échoue son navire sur un banc de sable, près de Beaufort, en Caroline du Nord, dans un acte peut-être volontaire pour se séparer de ses hommes et se faire plus discret. Il accepte une grâce royale pour une partie de ses équipages, mais reprend rapidement ses activités à bord d'un sloop plus léger. Celles-ci attirent l'attention du gouverneur de Virginie, Alexander Spotswood, qui confie à un détachement de soldats et de marins la mission de le capturer. Le 22 novembre 1718, lors d'une violente bataille, Teach est tué par un petit groupe de marins dirigé par le lieutenant Robert Maynard.
Avisé et calculateur, Teach évite d'utiliser la force, comptant plutôt sur la dissuasion que lui permet sa réputation. Contrairement au cliché moderne du pirate tyrannique, il commande ses vaisseaux de concert avec son équipage et l'on ne trouve pas d'écrits signalant qu'il aurait blessé ou tué des prisonniers. Après sa mort, sa vie et sa personne sont romancées et inspirent un certain nombre d'œuvres de fiction sur le thème des pirates.

## Biographie

### Enfance
Il existe peu de sources documentaires sur la jeunesse de Barbe Noire. Il est communément admis que, au moment de sa mort, il avait entre 35 et 40 ans et serait donc né aux alentours de 1680,. Dans des documents contemporains, le nom le plus souvent donné à Barbe Noire est Edward Thatch ou Edward Teach et c'est ce dernier qui est aujourd'hui le plus souvent utilisé, même si plusieurs orthographes de son patronyme existent : Thatch, Thach, Thache, Thack, Tack, Thatche et Theach. Le patronyme Drummond est également cité, mais l'absence de tout document appuyant cette thèse la rend improbable. La coutume des pirates était d'utiliser des noms fictifs en s'engageant dans la piraterie, afin de ne pas ternir le nom de leur famille : ainsi, le vrai nom de Teach ne sera probablement jamais connu,.
La croissance économique des colonies américaines de Grande-Bretagne au XVIIe siècle et la rapidité d'expansion de la traite négrière dans l'océan Atlantique au XVIIIe siècle font de Bristol un important port maritime dans le commerce international et la deuxième plus grande ville d'Angleterre. C'est probablement dans cette ville que Barbe Noire a grandi. Teach sait presque certainement lire et écrire puisqu'il communique avec les commerçants et, à sa mort, il a en sa possession une lettre qui lui est adressée par le juge et secrétaire en chef de la province de Caroline, Tobias Knight. Ce niveau d'instruction n'est cependant pas commun et l'écrivain Robert Lee spécule sur le fait que Teach puisse être d'une famille riche et respectable.
Teach est probablement arrivé dans les Caraïbes dans les dernières années du XVIIe siècle, sur un navire marchand (peut-être un navire négrier). L'écrivain du XVIIIe siècle Charles Johnson affirme que Teach a été pendant un certain temps marin sur les navires corsaires évoluant depuis la Jamaïque pendant la Deuxième Guerre intercoloniale et « [qu']il s'est souvent distingué pour son audace peu commune et [son] courage personnel ». Teach rejoint la piraterie durant cette guerre mais la date exacte de cet événement est, comme la plupart de sa vie d'avant, inconnue.

### New Providence
Avec son histoire de colonisation, de marins, de commerce et de piraterie, la Caraïbe est le théâtre de nombreux incidents maritimes lors des XVIIe et XVIIIe siècles. Henry Jennings, le corsaire devenu pirate, ainsi que ses séides, décident au début du XVIIIe siècle d'utiliser l'île de New Providence, dans les Bahamas, comme base pour leurs opérations. L'île est proche du détroit de Floride ainsi que des voies de navigation utilisées par les navires à destination et en provenance d'Europe. Le port de New Providence peut aussi facilement accueillir des centaines de navires et est trop peu profond pour les gros navires de la Royal Navy. L'île n'est alors pas la destination touristique populaire qu'elle deviendra des siècles plus tard, l'auteur George Woodbury la décrivant comme « une ville à ne certainement pas habiter ; c'était un lieu de séjour temporaire, et de détente pour une population littéralement mouvante ». Woodbury poursuit : « les seuls résidents permanents étaient les habitués des camps de pirates, les marchands et les parasites ; toutes les autres personnes étaient de passage ». La loi et l'ordre sont inconnus à New Providence et les pirates y trouvent ainsi un répit bienvenu.
Teach est l'un des nombreux pirates venus pour profiter des avantages de l'île. Il y déménage probablement en quittant la Jamaïque, peu de temps après la signature des traités d'Utrecht. Comme la plupart de ceux qui ont été corsaires pendant la guerre, il s'implique alors dans la piraterie. Sans doute vers 1716, Teach rejoint l'équipage du capitaine Benjamin Hornigold, un pirate renommé qui opère à New Providence. En 1716, il place Teach à la tête d'un sloop qu'il a capturé. Au début de l'année 1717, Hornigold et Teach, commandant chacun un sloop, partent pour le continent. Ils capturent un bateau transportant cent vingt barils de farine vers La Havane et peu après, un sloop avec cent barils de vin venus des Bermudes. Quelques jours plus tard, ils arrêtent un bateau navigant de Madère à Charleston, en Caroline du Sud. Teach et son quartier-maître William Howard peuvent à cette époque lutter pour le contrôle de leurs équipages. Ils développent probablement aussi un goût pour le vin de Madère : ainsi, le 29 septembre, près du cap Charles, ils emportent seulement la cargaison de Madère saisie à bord du navire Betty de Virginie, sabordant ce bateau avec tout le reste de sa marchandise.
C'est durant cette équipée avec Hornigold que sont connus les premiers rapports sur Teach. Ceux-ci décrivent un pirate indépendant et aux commandes d'un équipage nombreux. Dans un autre rapport, fait par le capitaine Mathew Munthe à bord d'une patrouille anti-piraterie pour la Caroline du Nord, « Thatch » est décrit comme dirigeant « un sloop de six [canons] et d'environ soixante-dix hommes ». En septembre, Teach et Hornigold rencontrent Stede Bonnet. Ce propriétaire terrien et officier de l'armée provenant d'une famille riche s'est tourné vers la piraterie plus tôt dans l'année, mais son équipage d'environ soixante-dix hommes ne serait pas satisfait de son commandement. Avec la permission de Bonnet, Teach prend le contrôle de son navire, le Revenge. La flottille de pirates est désormais composée de trois navires : Teach sur le Revenge, accompagné de son ancien sloop et du Ranger d'Hornigold. En octobre, un autre navire est capturé et ajouté à la petite flotte. Le sloop Robert de Philadelphie et le Good Intent de Dublin sont arrêtés le 22 octobre 1717 et leurs cales vidées.
En tant qu'ancien corsaire britannique, Hornigold n'attaque que ses anciens ennemis. Pour son équipage, la vue des navires britanniques passant indemnes avec de précieuses cargaisons devient bientôt insupportable. Ainsi, vers la fin de l'année 1717, il est rétrogradé. L'implication de Teach dans cette décision est inconnue, mais Hornigold se retire rapidement de la piraterie. Il emporte avec lui le Ranger et l'un des sloops, laissant Teach avec le Revenge et le sloop restant. Les deux ne se sont jamais plus revus et, comme de nombreux autres occupants de New Providence, Hornigold accepte le pardon du Roi, formulé par le gouverneur Woodes Rogers, en juin de l'année suivante.

### Teach devient «Barbe Noire»

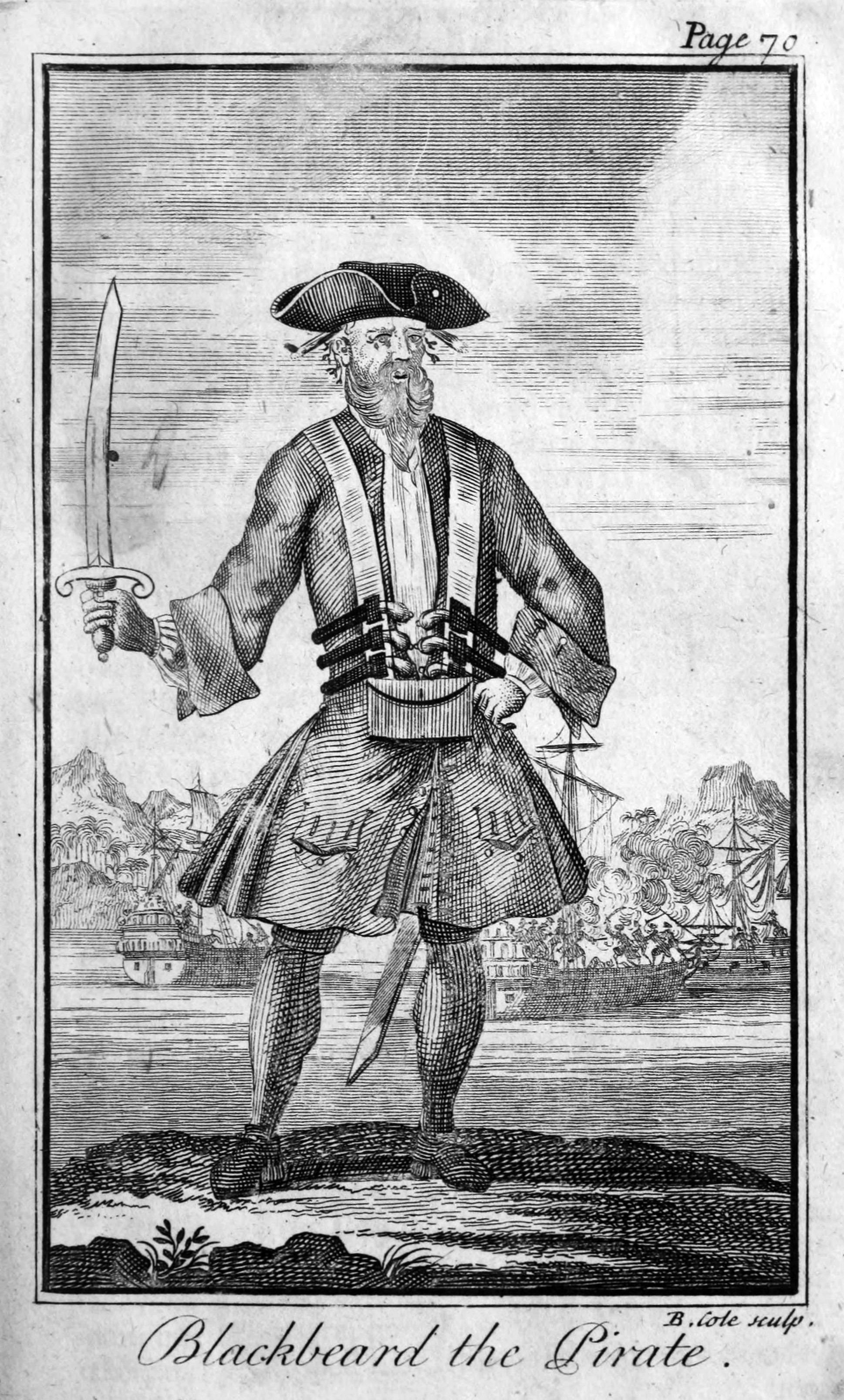
Portrait de Barbe Noire d'après Benjamin Cole dans la seconde édition de l’Histoire générale des plus fameux pirates de Charles Johnson.

Le 28 novembre 1717, les deux navires de Teach attaquent un navire marchand français au large de Saint-Vincent. Ils tirent chacun une bordée, tuant plusieurs des membres d'équipage et forçant son capitaine à se rendre. Le navire s'avère être La Concorde de Saint-Malo ou Nantes, un grand navire transportant une cargaison d'esclaves et armé par René Montaudouin. Teach et ses équipages emmènent le navire dans le sud de Saint-Vincent et des Grenadines, à Bequia. Là, ils débarquent l'équipage captif et la cargaison, puis reconvertissent le navire pour leur propre usage. Le plus petit des sloops est laissé à l'équipage de La Concorde qui le rebaptisent Mauvaise Rencontre et font route pour la Martinique. Teach recrute peut-être quelques-uns des esclaves, mais le reste est laissé sur l'île où ils sont ensuite repris au retour par l'équipage du Mauvaise Rencontre.
Selon le gouverneur de l'île, Teach commande deux navires pirates britanniques, armés l'un de huit canons, l'autre de douze et embarquant un total de deux cent cinquante hommes. La Concorde est un trésor : une frégate négrière de 300 tonnes armée de quarante canons qui a sillonné les côtes africaines et capturé de nombreux navires britanniques, hollandais et portugais. Teach rebaptise immédiatement La Concorde en Queen Anne's Revenge (La Vengeance de la Reine Anne).
À la fin novembre, Teach attaque le Great Allen, près de Saint-Vincent. Il force le navire marchand, bien armé, à se rendre après une poursuite de longue haleine. Il ordonne alors au Great Allen de se rapprocher de l'autre bateau, l'aborde et prend possession de sa cargaison. Le navire est ensuite brûlé et coulé. L'incident est relaté dans la Boston News Letter, qui décrit Teach aux commandes d'un « navire français de trente-deux canons, un brigantin de dix canons et un sloop de douze canons ». Le moment et le lieu où Teach récupère le brigantin sont inconnus, mais à cet instant, il semble être aux commandes d'au moins cent cinquante hommes répartis sur trois bâtiments,.
Le 5 décembre 1717, Teach arraisonne le sloop Margaret au large des côtes de l'île du Crabe, près d'Anguilla. Le capitaine Henry Bostock et son équipage restent prisonniers de Teach pendant environ huit heures et sont forcés de regarder leur sloop se faire saccager. Bostock, détenu à bord du Queen Anne’s Revenge, est finalement renvoyé à bord du Margaret et autorisé à repartir avec son équipage. Celui-ci fait alors cap vers son port d'attache, sur l'île Saint-Christophe, et signale sa mésaventure au gouverneur Walter Hamilton qui lui demande de signer une déclaration sous serment expliquant la rencontre. Il y détaille le commandement des deux navires de Teach : un sloop et un négrier français, construit par les Néerlandais, avec trente-six canons et un équipage de trois cents hommes. Le capitaine estime que le plus gros navire doit contenir un chargement d'or précieux, de l'argenterie et une « tasse très fine » prétendument prise au Great Allen. L'équipage de Teach informe Bostock qu'ils ont détruit plusieurs autres navires et qu'ils ont l'intention de naviguer vers Hispaniola afin de guetter une armada espagnole soi-disant chargée d'argent servant à payer les garnisons. Teach interroge aussi Bostock sur les mouvements de navires locaux mais ne semble pas surpris lorsque Bostock lui révèle l'existence d'un pardon royal de Londres pour tous les pirates.

« Alors notre héros, le capitaine Teach, a pris le surnom de Barbe Noire d'après cette grande quantité de poils qui, tel un météore effroyable, couvrait tout son visage et effrayait l'Amérique plus que toute comète qui y était apparue. Cette barbe était noire, et il l'avait laissée pousser jusqu'à une longueur extravagante ; quant à l'ampleur, elle remontait jusqu'aux yeux ; il avait coutume de la tortiller en petites queues avec des rubans, à la manière des perruques Ramilies, et de les enrouler autour des oreilles »

— Charles Johnson

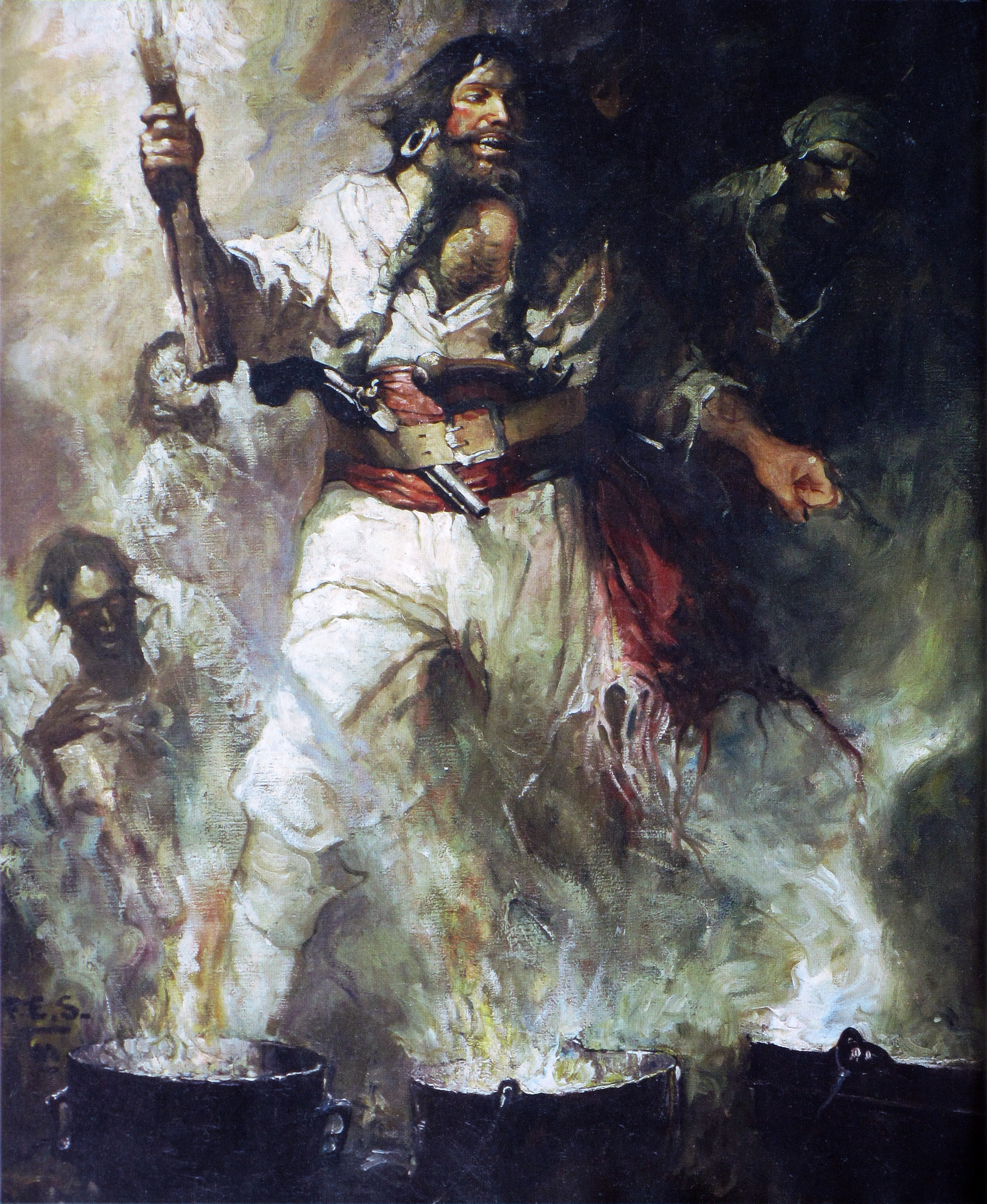
Blackbeard in Smoke and Flames par Frank Schoonover, 1922.

La déposition de Bostock décrit Teach comme un « [grand] homme avec une barbe très noire qu'il portait très longue ». C'est la première description qu'on possède de l'apparence de Teach, ainsi que la source de son surnom, « Barbe Noire ». Les descriptions plus tardives mentionnent que son épaisse barbe noire est tressée et parfois liée avec de petits rubans colorés. Johnson en 1724 décrit Teach comme « un personnage tel qu'on ne peut se représenter une furie infernale plus affreuse ». La véracité de la description de Teach par Johnson n'est pas prouvée mais il semble probable que Teach ait compris la valeur des apparences : il est préférable de semer la peur chez ses ennemis que de compter sur la force seule. Teach était grand, avec de larges épaules. Il portait des bottes qui remontaient jusqu'aux genoux et des vêtements sombres. Il avait un large chapeau et parfois un long manteau de soie ou de velours de couleur vive. Johnson a également décrit Teach au combat comme portant « une bandoulière sur ses épaules, avec trois pistolets suspendus dans des étuis [...] et des allumettes enflammées coincées sous son chapeau »,. Ce dernier point vise apparemment à souligner l'apparence redoutable qu'il souhaite montrer à ses ennemis,. En dépit de sa réputation féroce, il n'existe pas de source affirmant qu'il a assassiné ou blessé ceux qu'il a retenus en captivité. Teach a peut-être utilisé aussi des pseudonymes d'autres pirates. Le 30 novembre, le Monserrat Merchant rencontre deux navires et un sloop, commandés par un certain capitaine Kentish et un capitaine Edwards (ce dernier étant un alias connu de Stede Bonnet).

#### Élargissement de la flotte
Les mouvements de Teach à la fin de l'année 1717 et au début de 1718 ne sont pas connus. Il est probablement responsable, avec Bonnet, d'une attaque au large de Saint-Eustache, en décembre 1717. Henry Bostock rapporte que les pirates se dirigent vers la baie de Samaná, à Hispaniola, alors sous contrôle espagnol, ce qu'aucune source ne confirme. Le capitaine Hume du HMS Scarborough rapporte le 6 février qu'un « navire pirate de trente-six canons et deux cent cinquante hommes et un sloop de dix canons et cent hommes est [signalé croisant vers] les îles Sous-le-Vent ». Hume renforce son équipage de soldats avec des mousquets et rejoint le HMS Seaford pour poursuivre les deux navires, en vain. Ils apprennent cependant que les deux navires ont coulé un vaisseau français au large de Saint-Christophe et rapportent aussi qu'ils ont été vus « descendant du côté nord d'Hispaniola ». Bien qu'aucune confirmation n'existe sur le fait que ces deux navires soient commandés par Teach et Bonnet, l'historien Angus Konstam va pourtant dans ce sens.

Le pavillon de Barbe Noire : un diable tenant dans une main une lance qui transperce un cœur, et dans l'autre, selon les versions, un sablier pour signifier la fuite du temps ou un verre pour trinquer avec le diable. Un tel pavillon devait effrayer l'ennemi.

En mars 1718, en prenant de l'eau sur l'île Turneffe, à l'est du Belize, les deux navires repèrent le sloop Adventure venu de la Jamaïque et se dirigeant vers le port de l'île. Le sloop est rapidement arrêté et son capitaine, David Harriot, invité à rejoindre les pirates. Harriot et son équipage acceptent l'offre et Teach envoie une partie de son équipage pour superviser l’Adventure. Ils naviguent dans le golfe du Honduras où ils ajoutent un autre navire et quatre chaloupes à leur flottille,. Le 9 avril, Teach et sa flotte pillent et brûlent le Protestant Caesar. La petite flotte navigue ensuite vers l'île de Grand Cayman. Teach et ses vaisseaux partent alors probablement vers La Havane où ils capturent un petit navire espagnol qui avait quitté le port de la ville. Ils font ensuite cap vers les épaves de la flotte espagnole de 1715, au large de la côte ouest de la Floride. Là, ils débarquent l'équipage du dernier navire espagnol capturé avant de continuer au nord vers le port de Charleston, en Caroline du Sud, en attaquant trois navires sur leur route.

#### Blocus de Charleston
À la fin du mois de mai 1718, la flottille de Teach réalise le blocus du port de Charleston, en Caroline du Sud. À ce moment-là, il s'est déjà auto-décerné le grade de commodore et est à l'apogée de sa puissance. Tous les navires entrant ou sortant du port sont arrêtés. Charleston, alors connu sous le nom de « Charles Town », n'a aucun navire de garde ; son bateau pilote est d'ailleurs le premier à être capturé. Au cours des cinq ou six jours suivants, environ neuf navires sont stoppés et mis à sac alors qu'ils tentent de naviguer au-delà des bancs de sable, où la flotte de Teach est ancrée. Un de ces navires, en route pour Londres avec un groupe d'éminents citoyens de Charleston, dont Samuel Wragg (un membre du Conseil de la province de Caroline), est le Crowley. Ces passagers sont interrogés sur les vaisseaux encore au port et ensuite enfermés sous le pont d'un de ses bateaux pendant environ une demi-journée. Teach demande une rançon : la liberté des otages contre des médicaments. En cas de refus, il menace d'exécuter tous les prisonniers, d'envoyer leur tête au gouverneur et de mettre le feu à tous les navires capturés.
Wragg accepte l'exigence de Teach et trois pirates, dont un certain Marks, obtiennent deux jours pour collecter les médicaments. Teach déplace ensuite sa flotte et les navires capturés, à environ cinq ou six lieues de la côte. Trois jours plus tard, un messager, envoyé par Marks, revient vers la flotte signalant que l'embarcation de Marks a chaviré, retardant leur arrivée à Charleston. Teach accorde alors un sursis de deux jours mais ses envoyés ne reviennent toujours pas. Il organise donc une réunion avec ses camarades pirates et envoie huit navires vers le port. Une panique générale s'ensuit au sein de la ville avant que l'embarcation de Marks n'approche enfin de la flotte avec les médicaments demandés. Une partie du retard s'explique par la difficulté à retrouver les compagnons de Marks qui, ayant bu avec des amis, sont découverts ivres.
Teach libère donc les navires capturés et ses prisonniers mais garde leurs objets de valeur, notamment les vêtements de qualité portés par certains.

#### Séparation avec Stede Bonnet

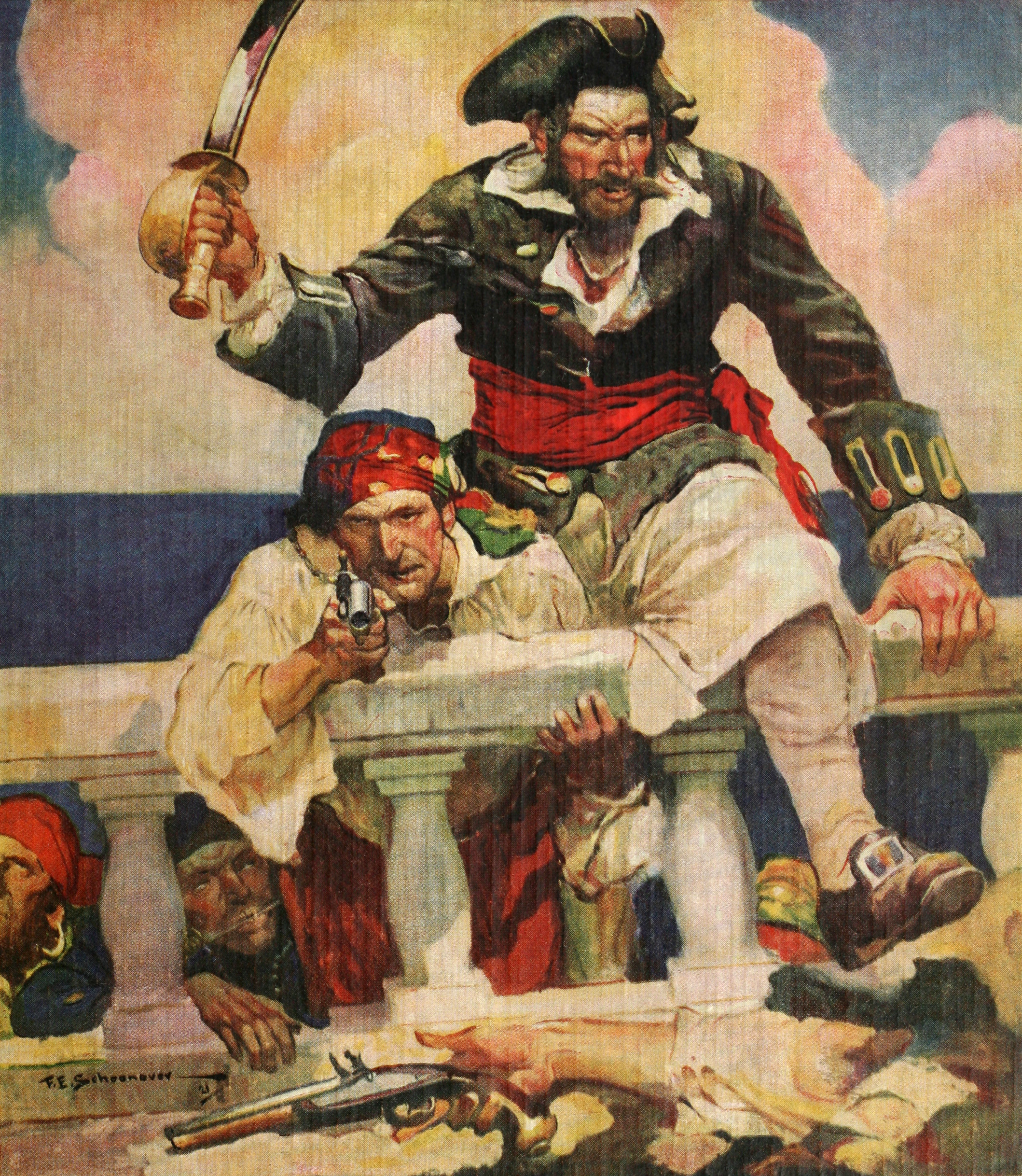
Illustration issue de Blackbeard, Buccaneer où Barbe Noire aborde un navire avec son équipage.

Alors qu'il se trouve à Charleston, Teach apprend que Woodes Rogers vient de quitter l'Angleterre avec plusieurs Man'o'war, avec pour ordre de purger les Antilles des pirates. La flottille de Teach navigue vers le nord, le long de la côte atlantique et entre dans une baie près de Beaufort, sur la côte de Caroline du Nord, afin d'effectuer le carénage des navires. Le Queen Anne’s Revenge s'échoue néanmoins sur un banc de sable, fissurant son grand mât et endommageant gravement d'autres pièces en bois. Teach ordonne alors à plusieurs sloops de tirer le navire avec des cordes afin de le libérer. Un des sloops, l'Adventure, commandé par Israel Hands, s'échoue également. Les deux navires semblent alors être endommagés de façon irréversible, laissant comme seuls navires à flot le Revenge et le sloop espagnol capturé.
Teach, mis au courant de l'offre d'un pardon royal, confie alors, peut-être à Bonnet, qu'il a l'intention de l'accepter. Le pardon est ouvert à tous les pirates qui se rendent avant le 5 septembre 1718 mais contient une mise en garde qui stipule que l'immunité était seulement offerte contre les crimes commis avant le 5 janvier. Bien qu'en théorie cela soumet Bonnet et Teach au risque d'une pendaison pour leurs actions précédentes, la plupart des autorités locales peuvent quand même l'accorder. Ainsi, Teach pense que le gouverneur Charles Eden est un homme de confiance, mais il attend de voir ce qui arrivera à un autre capitaine dans la même situation que la sienne. De son côté, Bonnet quitte immédiatement la flotte pour la ville de Bath, en Caroline du Nord, sur une petite embarcation à voile, où il se rend au gouverneur Eden et reçoit son pardon. Il retourne à l'estuaire pour prendre le Revenge et le reste de son équipage, avec l'intention de naviguer vers l'île de Saint Thomas où il reçoit sa commission. Malheureusement pour lui, Teach avait dépouillé le vaisseau de tous ses objets de valeur et de ses provisions, ainsi que marronné son équipage. Bonnet recherche alors Teach pour se venger mais est incapable de le retrouver. Bonnet et son équipage reviennent donc à la piraterie et sont capturés le 27 septembre 1718, à l'embouchure du fleuve Cape Fear lors de la bataille du même nom. À part quatre d'entre eux, tous sont jugés et pendus à Charleston. Le Revenge, capturé, est plus tard inclus dans une flotte de navires commandés par le gouverneur de Caroline du Sud, qui mène le combat contre un groupe de pirates près de l'entrée du port de Charleston qui se solde par l'exécution de quarante-neuf pirates en moins d'un mois. Leurs corps sont ensuite exposés.
L'écrivain Robert Lee émet l'hypothèse que Teach et Hands ont tous les deux échoué les navires dans le but de réduire l'équipage de la flotte et donc accroître leur part du butin. Pendant le procès de l'équipage du Revenge, commandé par Bonnet, le bosco Ignatius Pell déclare que « le navire a été exécuté à terre et perdu, ce que [Teach] souhaitait faire ». Lee estime aussi qu'il est plausible que Teach ait informé Bonnet de son projet, qui était d'accepter le pardon du gouverneur Eden. Il aurait suggéré à Bonnet de faire de même et d'envisager de prendre une commission de corsaire pour l'Angleterre, en perspective d'une guerre entre la Quadruple-Alliance de 1718 et l'Espagne. Teach aurait alors offert à Bonnet, à son retour, son navire le Revenge. L'historien Angus Konstam propose une idée similaire, expliquant que Teach commence à percevoir le Queen Anne’s Revenge comme un poids. L'idée est que pendant que le navire est immobilisé, des nouvelles concernant la présence d'une flotte de pirates seraient envoyées aux villes et colonies voisines et tous les navires à proximité retarderaient ainsi leur départ. Il est donc prudent pour Teach de ne pas s'attarder trop longtemps, bien qu'échouer le navire représente une mesure un peu extrême.

#### Pardon royal

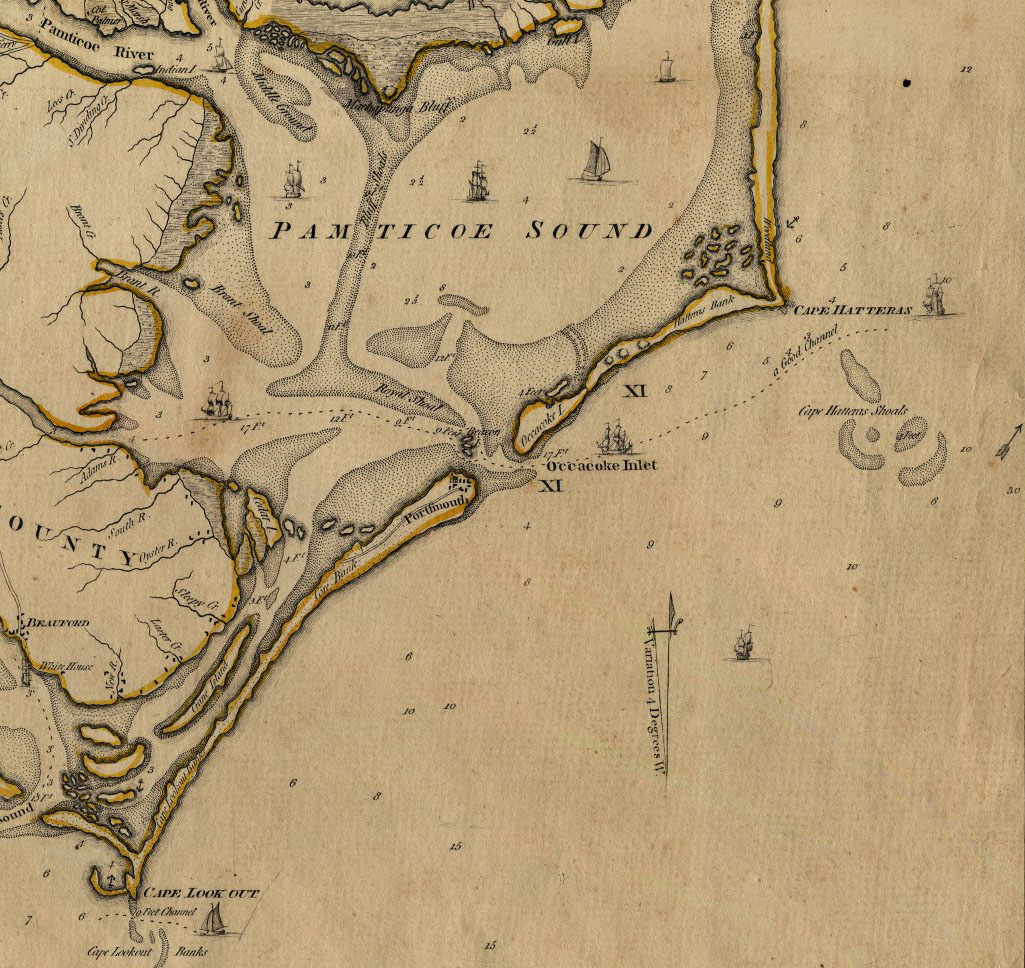
Une carte de 1775 du grau d'Ocracoke dans les Outer Banks.

Avant de naviguer vers le nord jusqu'au grau d'Ocracoke sur le sloop restant, Teach marronne environ vingt-cinq hommes qui ont sans doute deviné les plans de leur capitaine puis protesté : ils sont débarqués sur une petite île de sable, à une lieue de la terre ferme. Il continue son chemin vers Bath où, en juin 1718 soit quelques jours seulement après que Bonnet a reçu son pardon, lui et son désormais peu nombreux équipage reçoivent également leur pardon du gouverneur Eden.
Teach s'installe alors à Bath, sur la côte orientale de Bath Creek, à Plum Point, près de la maison d'Eden. En juillet et août, il voyage entre son port d'attache dans la ville et son sloop situé près de l'île d'Ocracoke. Johnson déclare dans ses écrits que Teach a épousé la fille d'un propriétaire d'une plantation locale, bien que ce soit le seul témoignage connu sur cette question. Eden donne la permission à Teach de naviguer à Saint Thomas afin d'y chercher une commission comme corsaire et Teach reçoit donc le titre officiel de corsaire pour son sloop, qu'il rebaptise Adventure. À la fin du mois d'août, Teach retourne à la piraterie, sous la protection au moins tacite du gouverneur Eden, qui ferme les yeux sur ses actions. Les motivations d'Eden à le laisser faire ne font pas l'objet d'un consensus des historiens, mais selon l'hypothèse la plus citée, Barbe Noire aurait réussi à « convertir » le gouverneur à sa cause, lui faisant même miroiter une part sur les prises,. Dans le même mois, le gouverneur de Pennsylvanie émet un mandat d'arrêt. À ce moment-là, Teach opère probablement dans la baie du Delaware, près de la colonie. Teach arraisonne ensuite deux navires français partis des Caraïbes, déplace l'un des équipages sur l'autre navire puis amène le navire vide à Ocracoke. En septembre 1718, il déclare à Eden qu'il a trouvé le navire français en mer, désert. Une cour de la vice-amirauté est pourtant rapidement convoquée. Elle est présidée par Tobias Knight et le receveur des douanes. Le navire est reconnu comme étant une épave trouvée en mer, vingt hogsheads de sucre sont attribués à Knight et soixante à Eden. Teach et son équipage reçoivent le reste de la cargaison du navire.
Le grau d'Ocracoke est l'ancrage préféré de Teach. C'est un endroit idéal pour voir les navires voyageant entre les colonies de Caroline du Nord et c'est ainsi qu'il repère le navire d'un autre pirate anglais, Charles Vane. Vane a rejeté le pardon royal de Woodes Rogers et échappé aux navires de guerre que le capitaine anglais avait apporté avec lui à Nassau, le 26 juillet 1718. Il a également été poursuivi par Benjamin Hornigold devenu « chasseur de pirates ». Les deux capitaines passèrent plusieurs nuits sur la pointe sud de l'île d'Ocracoke, accompagnés par d'autres pirates notoires, comme Israel Hands et Jack Rackham dit « Calico Jack ».

#### Alexander Spotswood

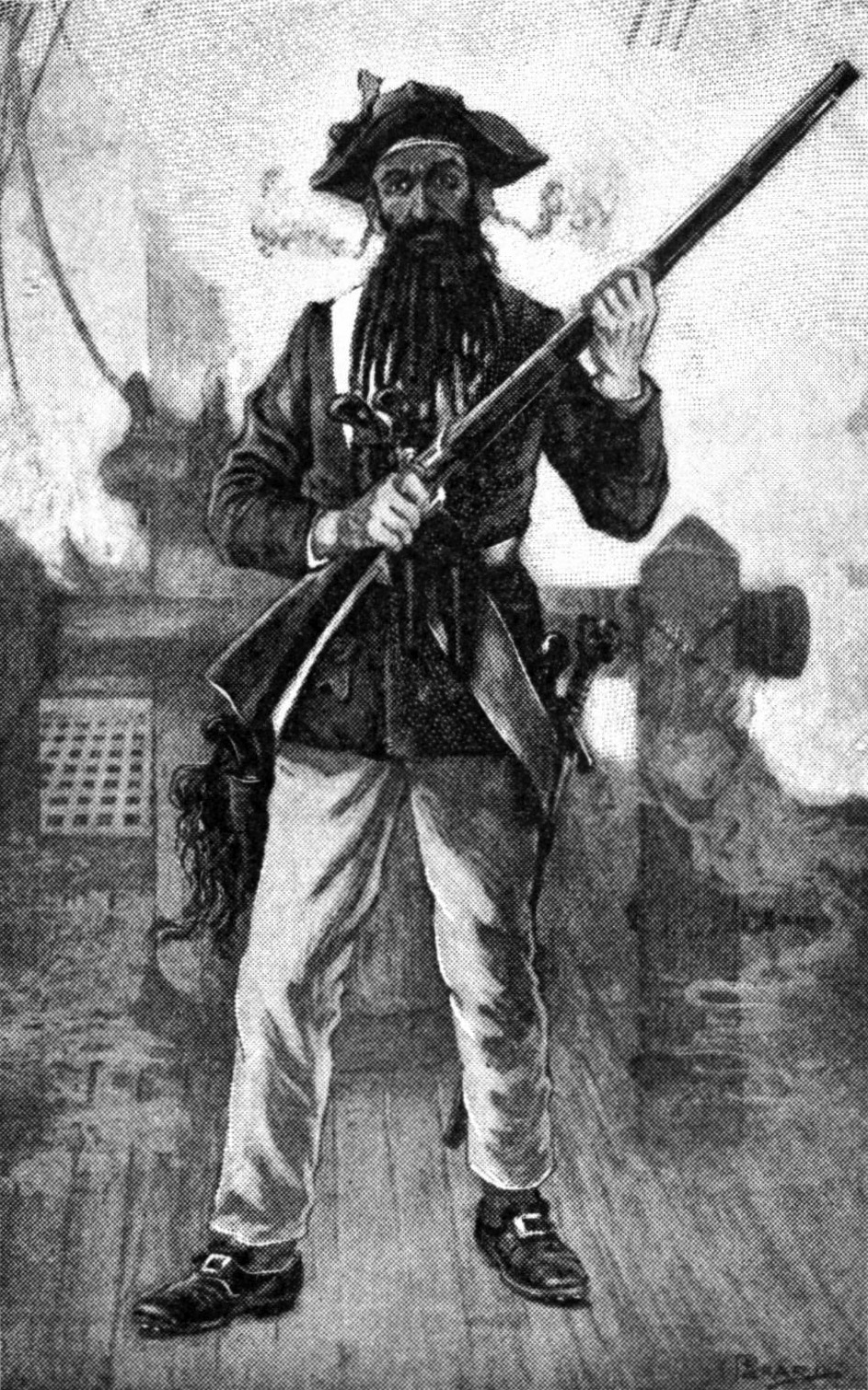
Barbe Noire avec un fusil, 1895.

Les nouvelles de la rencontre entre Teach et Vane arrivent dans les colonies voisines, inquiétant suffisamment le gouverneur de Pennsylvanie pour qu'il envoie deux sloops pour capturer les pirates. Ils n'y parviennent pas mais le gouverneur de Virginie Alexander Spotswood craint alors également que le flibustier, supposé retraité, et son équipage résident en Caroline du Nord. Certains des anciens hommes d'équipage de Teach ont déjà déménagé dans plusieurs villes portuaires de Virginie et, le 10 juillet 1718, Spotswood publie une proclamation exigeant que tous les anciens pirates se fassent connaître auprès des autorités, en renonçant à leurs armes et en s'engageant à ne pas voyager dans des groupes de plus de trois personnes. En tant que chef d'une Colonie de la Couronne, Spotswood a du dédain pour la Proprietary colony de Caroline du Nord et ne place guère de confiance dans la capacité de la colonie voisine à contrôler les pirates, pensant que ces derniers retourneront probablement rapidement à leurs vieilles habitudes et perturberont le commerce de Virginie une fois leur pécule épuisé. De plus, Spotswood a été mis au courant par de riches négociants de Caroline du Nord du laxisme pour le moins problématique du gouverneur Eden, ce qui renforce sa conviction qu'il faut agir. 
Spotswood apprend que William Howard, l'ancien quartier-maître du Queen Anne’s Revenge, se trouve dans la région. Dans l'espoir de connaître les allées et venues de Teach, Spotswood fait arrêter le pirate et ses deux esclaves. Toutefois, il ne possède pas le pouvoir légal de juger les pirates. L'avocat d'Howard, John Holloway, porte alors plainte contre le capitaine Brand du HMS Lyme, où Howard a été emprisonné. Il le poursuit également au nom de Howard pour des dommages de 500 livres sterling, indiquant que l'arrestation était injustifiée.
Les conseillers de Spotswood affirment que la présence de Teach représente une « menace » et que, sous le statut du roi Guillaume III, le gouverneur a le droit de juger Howard sans assistance du jury. Les charges visées comprennent plusieurs actes de piraterie prétendument commis après la date butoir du pardon, contre « un sloop appartenant à des sujets du roi d'Espagne » mais ignore le fait qu'elles ont eu lieu hors de la juridiction de Spotswood et dans un navire désormais légalement détenu. Une autre charge mentionne deux attaques, dont l'une est la capture d'un navire négrier au large de Charleston et à partir duquel l'un des esclaves de Howard doit venir. En attendant son procès, Howard est envoyé devant une cour de la vice-amirauté pour accusation de piraterie, mais le capitaine Brand et son collègue le capitaine Gordon (du HMS Pearl) refusent de servir en présence d'Holloway. Révolté, Holloway n'a pas d'autre choix que de se retirer et est remplacé par le procureur général de la Virginie, John Clayton, que Spotswood décrit comme « un homme plus honnête [que Holloway] ». Howard est reconnu coupable et condamné à la pendaison mais il est sauvé de justesse par une commission de Londres demandant à Spotswood de gracier tous les actes de piraterie commis par des pirates se rendant avant le 23 juillet 1718,.
En attendant, Spotswood a obtenu de Howard des informations précieuses sur Teach et prévoit d'envoyer ses forces vers la frontière de la Caroline du Nord pour le capturer. Spotswood obtient aussi le soutien de deux hommes désireux de discréditer le gouverneur de la Caroline du Nord, Edward Moseley, et le colonel Maurice Moore. Il écrit également aux Lords of Trade, suggérant que la Couronne puisse profiter financièrement de la capture de Teach. Spotswood finance personnellement l'opération, pensant probablement que Teach a de fabuleux trésors cachés. Il ordonne aux capitaines Gordon et Brand du HMS Pearl et du HMS Lyme de voyager par voie terrestre à Bath. Robert Maynard du HMS Pearl prend en charge deux sloops réquisitionnés et s'approche de la ville par la mer. L'offre d'une récompense de l'Assemblée de Virginie, pour une somme supérieure à toutes celles qui pourraient être reçues de la Couronne, est une incitation supplémentaire à la capture de Teach.
Le lieutenant Maynard prend, le 17 novembre, le commandement des deux sloops armés. Il reçoit cinquante-sept hommes, dont trente-trois du HMS Pearl et vingt-quatre du HMS Lyme. Maynard et le détachement du HMS Pearl s'occupent du plus grand des deux navires, le Jane, et le reste du Rangers, commandé par un des officiers de Maynard, un dénommé Hyde. Certains des équipages civils des deux navires restent à bord. Ils naviguent à partir du 17 novembre sur la rivière James. Les deux sloops se déplacent lentement, pour laisser le temps aux hommes de Brand d'atteindre Bath. Brand part pour la Caroline du Nord six jours plus tard, arrivant à quelques kilomètres de Bath le 23 novembre. Ils sont accompagnés du colonel Moore et du capitaine Jeremiah Vail, ainsi que d'un certain nombre d'autres hommes de Caroline du Nord, là pour dissuader les habitants de s'opposer à la présence de soldats étrangers. Moore pénètre dans la ville pour voir si Teach s'y trouve, en vain. Cependant, il était attendu à « chaque minute ». Brand se rend alors au domicile du gouverneur Eden et l'informe de son but. Le lendemain, Brand envoie deux canots descendre la Pamlico River, jusqu'au grau d'Ocracoke, pour voir si Teach peut y être aperçu. Ils retournent deux jours plus tard avec un rapport sur ce qui a été vu.

#### Dernière bataille
Le lieutenant Robert Maynard trouve les pirates ancrés sur le côté intérieur de l'île d'Ocracoke, le soir du 21 novembre. Il s'assure de leur position grâce à des navires qu'il a arrêtés pendant son voyage mais peu familier avec la géographie locale et notamment les bancs de sable, il décide d'attendre le lendemain matin pour lancer son attaque. Il arrête tout le trafic entrant car il pourrait trahir sa présence. Il met en place une vigie sur les deux sloops, pour s'assurer que Teach ne peut pas s'échapper par la mer. Teach, de l'autre côté de l'île, est occupé à divertir ses invités et n'a pas mis en place de belvédère. Avec Israel Hands, à Bath, et environ vingt-quatre marins de l’Adventure, il n'a autour de lui qu'un équipage très réduit. Johnson rapporte en 1724 que le pirate n'a « pas plus de vingt-cinq hommes à bord » du navire et qu'il « annonce à tous les bâtiments auxquels il parle qu'il en a quarante ». « Treize blancs et six nègres » est le nombre exact rapporté plus tard par Brand à l'Amirauté.

« Que le diable vous emporte, gredins ! Qui êtes-vous ? Et d'où venez-vous ? Le lieutenant lui répondit : Vous voyez par notre pavillon que nous ne sommes pas des pirates. Barbe Noire lui demande de lui envoyer son canot pour qu'il puisse voir qui il est, mais M. Maynard lui répond ainsi : Je ne peux me passer de mon canot, mais je monterai à votre bord dès que je le pourrai, avec mon sloop. Sur ce, Barbe Noire prend un verre d'alcool et boit à sa santé en ces termes : Que je sois damné si je vous fais quartier ou demande quartier. M. Maynard lui réplique qu'il ne s'attend à aucun quartier de sa part et qu'il ne lui en fera aucun. »

— Échange rapporté entre Teach et Maynard,.

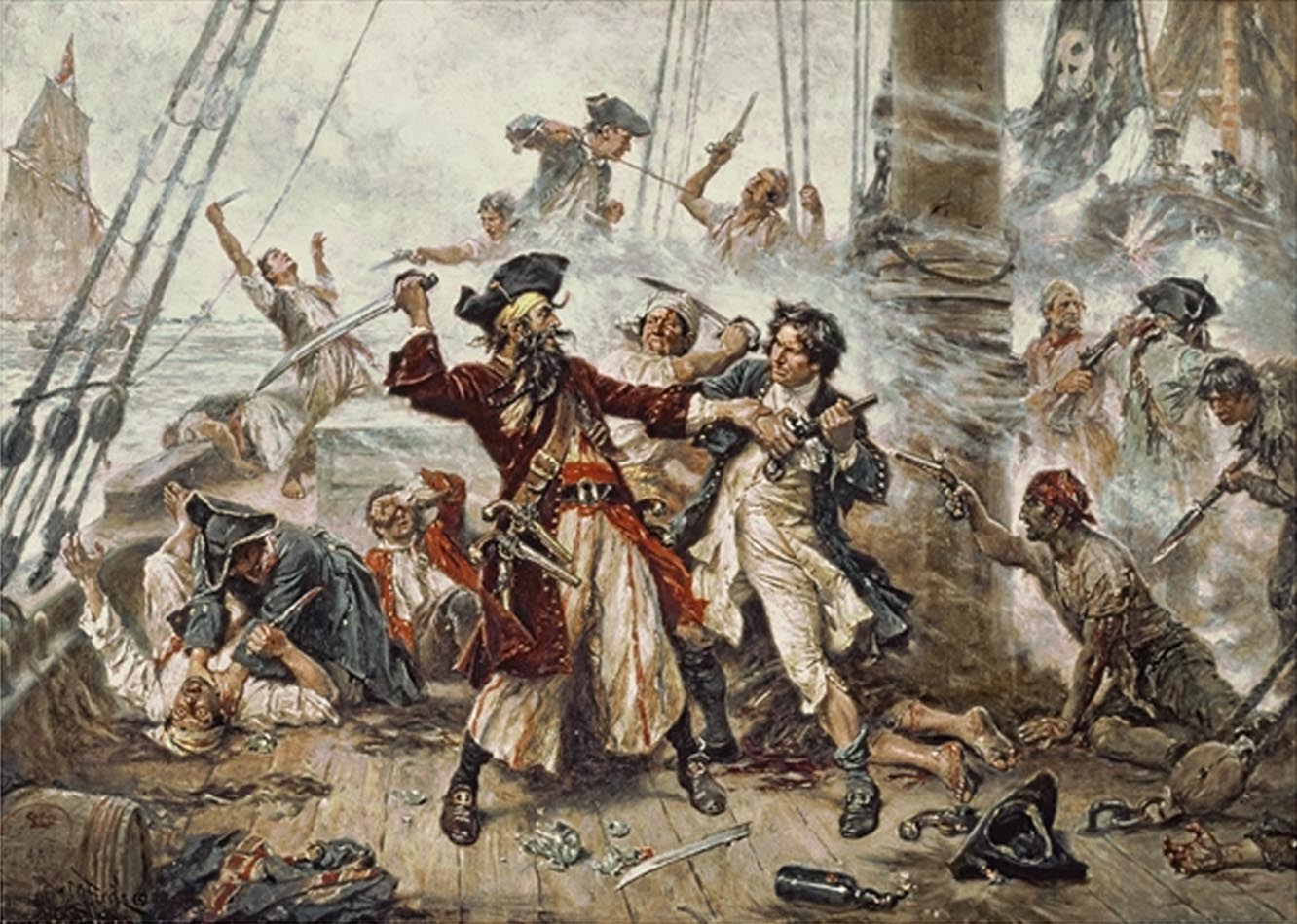
La capture de Barbe Noire, Jean Leon Gerome Ferris, 1920.

À l'aube, les deux sloops de Maynard sont partis, juste derrière un petit bateau responsable des sondages de profondeur pour les deux plus grands navires. Il est vite repéré par l’Adventure et se fait tirer dessus dès qu'il se trouve à portée de canons. Le bateau fait une retraite rapide vers le Jane, tandis que Teach coupe le câble d'ancrage de son navire. Son équipage hisse les voiles et l’Adventure manœuvre pour mettre ses canons tribords en direction des sloops de Maynard. Ces derniers commencent à lentement combler l'écart. Hyde déplace le Ranger sur le côté bâbord du Jane et le drapeau du Royaume-Uni est déployé sur chaque navire. L’Adventure manœuvre vers la plage de l'île d'Ocracoke, pour naviguer vers un canal étroit. Ce qui se déroule ensuite est incertain. Johnson affirme qu'il y a eu un échange de tirs d'armes légères avant que l’Adventure ne s'échoue, tandis que Maynard s'est ancré et a ensuite allégé son navire pour passer sur le banc de sable. Une autre version prétend que le Jane et le Ranger se sont aussi échoués, mais Maynard ne fait aucune mention de cela dans son compte rendu.
Ce qui est certain, c'est que l’Adventure a tourné ses canons sur les deux navires et a tiré. La bordée est dévastatrice et, en un instant, Maynard perd près d'un tiers de ses hommes. Environ vingt hommes sur le Jane sont blessés ou tués et neuf sur le Ranger. Hyde meurt, comme la plupart de ses officiers principaux, dont certains sont aussi gravement blessés. Son sloop est tellement endommagé qu'il ne joue plus aucun rôle dans l'attaque. Encore une fois, les descriptions contemporaines de ce qui s'est ensuite passé sont confuses mais des tirs d'armes légères du Jane ont peut-être coupé le foc de l’Adventure, lui faisant perdre sa manœuvrabilité et s'échouer sur le banc de sable. L'attaque écrasante de Teach a aussi pu, dans la foulée, provoquer l'échouage du Jane et du Ranger. La bataille serait donc désormais devenue une course pour remettre le plus rapidement et le premier son navire en mer.

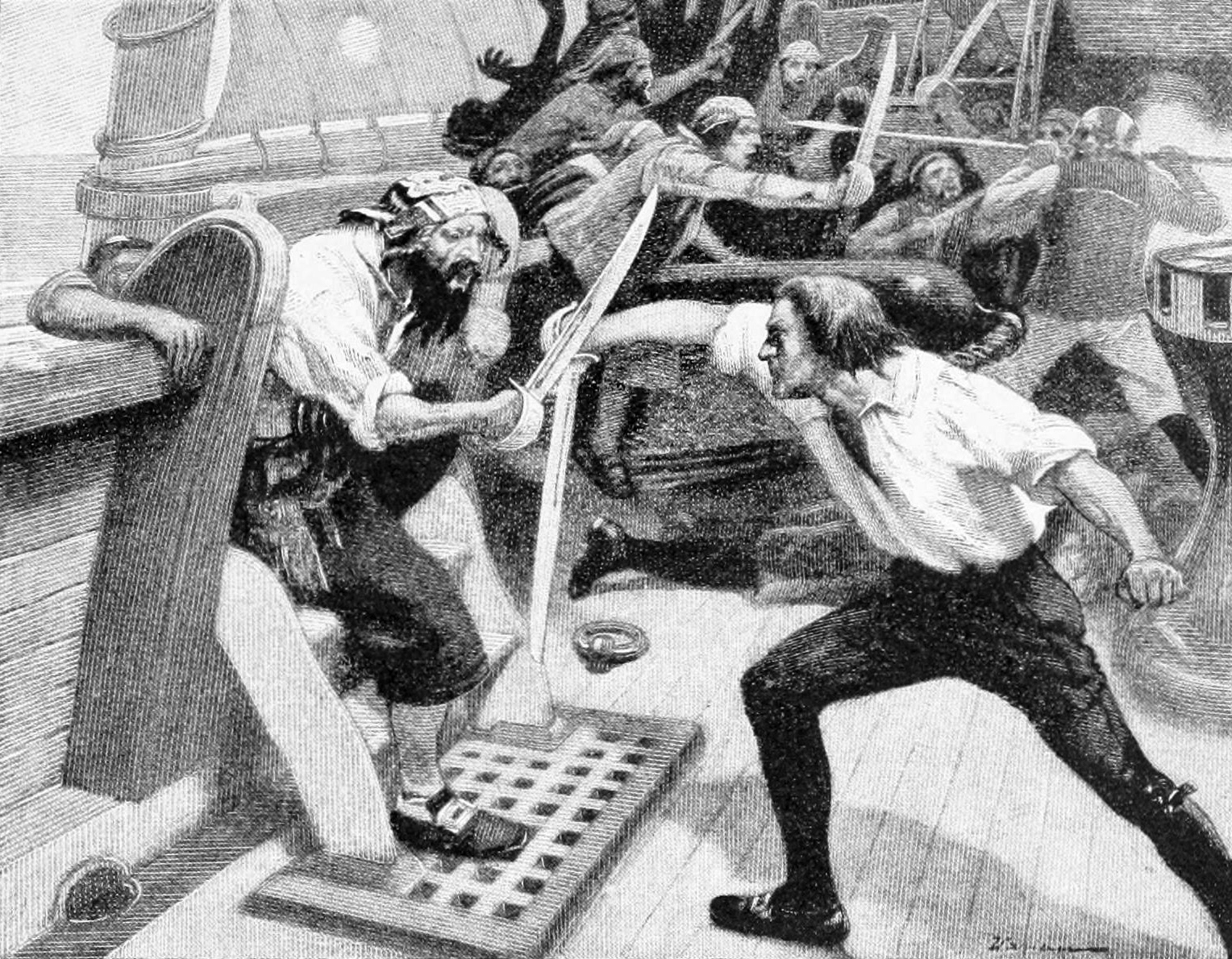
Barbe Noire à l'assaut des navires de Maynard, Edward Eggleston, 1904.

Le lieutenant Maynard garde beaucoup de ses hommes sous le pont et, dans l'attente de monter, leur intime l'ordre de se préparer pour un combat rapproché. Teach note l'écart se réduisant entre les navires et ordonne à ses hommes de se tenir également prêts. Les deux navires se touchent et des grappins sont envoyés de part et d'autre. Plusieurs grenades, fabriquées à partir de poudre de balles et placées dans des bouteilles enflammées par des amorces, se cassent sur le pont du sloop de Maynard. Alors que la fumée se dissipe, Teach envoie ses hommes à bord, constatant que le pont du navire est apparemment vide. Ses hommes tirent sur le petit groupe formé par Maynard et ses hommes, à la poupe.
Le reste des hommes de Maynard jaillit de la cale, criant et tirant. Le plan de Maynard fonctionne et Teach et son équipage sont surpris à revers. Teach s'entoure de ses hommes et les deux groupes se battent sur le pont, qui est déjà maculé du sang de ceux tués ou blessés par la dévastatrice bordée. Maynard et Teach s'échangent des coups de pistolets à platine à silex avant de les jeter. Teach réussit à briser l'épée de Maynard avec son poignard. Contre une force supérieure en nombre et mieux formée, les pirates sont repoussés vers la proue, ce qui permet à l'équipage du Jane d'entourer Maynard et Teach, puis d'isoler ce dernier. Comme Maynard se recule pour faire feu à nouveau, Teach se déplace pour l'attaquer mais est blessé par un coup de sabre au niveau du cou par un des hommes de Maynard. Grièvement blessé, Teach est ensuite attaqué et tué par plusieurs autres membres de l'équipage de Maynard. Les pirates restants se rendent rapidement. Ceux qui restent sur l’Adventure sont capturés par l'équipage du Ranger, dont un qui tentait de mettre le feu au stock de poudre pour faire saborder le navire. Différentes descriptions existent sur les victimes de la bataille : Maynard rapporte que huit de ses hommes et douze pirates ont été tués mais le capitaine Brand signale le décès de seulement dix pirates et onze des hommes de Maynard. Spotswood revendique dix pirates et une dizaine de morts dans son camp.
Plus tard, Maynard examine le corps de Teach, notant qu'il est touché par balle pas moins de cinq fois et coupé une vingtaine de fois. Il trouve également plusieurs objets de correspondance, y compris une lettre à Tobias Knight. Le cadavre décapité est ensuite jeté en mer et sa tête suspendue au beaupré du sloop de Maynard, notamment pour permettre de récupérer la récompense.

## Bilan et conséquences

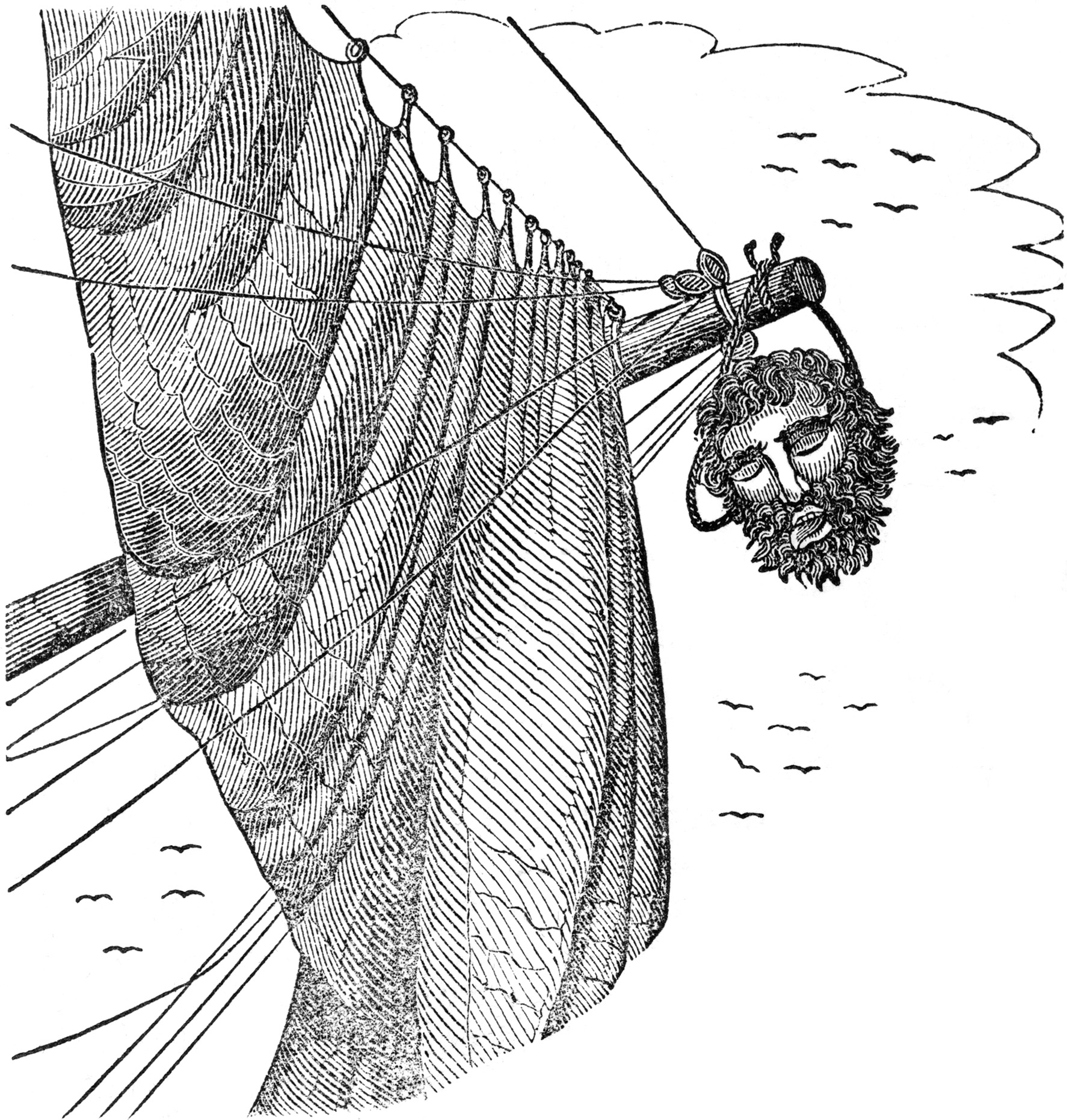
La tête décapitée de Barbe Noire sur le beaupré de son navire. Illustration d'après The Pirates Own Book de Charles Ellms (1837).

Le lieutenant Robert Maynard reste sur l'île d'Ocracoke plusieurs jours, réparant les navires et enterrant les morts. Le butin de Teach, en sucre, en cacao, en indigo et en coton, est découvert « dans les sloops des pirates et à terre dans une tente ». Il est vendu aux enchères pour 2 238 £ avec du sucre et du coton trouvé dans la grange de Tobias Knight. Le gouverneur Spotswood utilise une partie de cette somme pour couvrir les frais de l'opération. La récompense pour la capture de Teach était d'environ 400 £. Cette somme a été répartie entre les deux équipages du HMS Lyme et du HMS Pearl. Maynard trouve alors cela très injuste puisque le capitaine Brand et ses troupes n'ont pas combattu au risque de leur vie. Maynard perd une bonne partie de ses appuis lorsqu'on découvre que son équipage et lui ont pris quelque 90 £ dans le butin de Teach. Les deux compagnies n'ont pas reçu leur récompense en argent pendant quatre ans, et malgré sa bravoure, Maynard n'est pas promu ; il est par la suite tombé dans l'oubli.
Le reste de l'équipage et les anciens associés de Teach sont découverts à Bath, par Brand, puis transférés à Williamsburg, en Virginie, où ils sont emprisonnés pour piraterie. Plusieurs d'entre eux étaient noirs et Spotswood demande alors à son conseil s'il peut faire quelque chose au sujet « de ces Noirs pour qu'ils n'aient pas à subir le même procès que les autres pirates ». Cette demande est refusée et ils sont jugés avec leurs camarades dans le capitole de Williamsburg le 12 mars 1719, en vertu du droit de l'Amirauté. Aucun registre de délibération n'est retrouvé mais on sait que quatorze des seize accusés sont reconnus coupables tandis que l'un est reconnu non coupable après avoir prouvé que même s'il a participé au combat, il n'avait été réquisitionné que la veille par Teach et n'est donc pas un vrai pirate. Israel Hands, absent à la bataille, affirme que lors d'une soirée arrosée, Teach lui a tiré une balle dans le genou et qu'il est encore couvert par le pardon royal. Il est donc reconnu non coupable. Les treize autres pirates sont pendus et laissés accrochés aux gibets le long de la route du capitole de Williamsburg.
Le gouverneur Eden est certainement gêné par la venue de Spotswood depuis la Caroline du Nord et doit se sentir désavoué par cela. Il défend ses actions et écrit à John Carteret, actionnaire de la province de la Caroline, qu'il peut bénéficier de la vente des biens saisis, en rappelant au Lord le nombre de Virginiens qui sont morts pour protéger ses intérêts. Carteret défend le secret de l'opération en suggérant qu'Eden « ne peut contribuer en rien au succès du projet » et signale que son droit de capturer les pirates vient du roi. Eden est alors fortement critiqué pour sa proximité avec Teach et accusé d'être son complice. En critiquant Eden, Spotswood soutient alors la légitimité de son invasion. Robert E. Lee conclut que même si Spotswood pensait peut-être que la fin justifie les moyens, il n'avait aucune autorité légale pour envahir la Caroline du Nord, capturer les pirates et saisir leurs biens pour les vendre aux enchères. Eden a sans doute partagé la même vision des choses. Comme Spotswood accuse également Tobias Knight d'être de connivence avec Teach, Eden mène un interrogatoire à Knight le 4 avril 1719. Israël Hands a, quelques semaines plus tôt, témoigné que Knight avait été à bord de l’Adventure en août 1718, peu après que Teach eut apporté le navire français vide en Caroline du Nord. Quatre pirates témoignent que, avec Teach, ils ont visité la maison de Knight pour lui donner des cadeaux. Ce témoignage et la lettre trouvée sur le corps de Teach par Maynard sont apparus convaincants, mais Knight s'en est défendu. Pourtant mourant car très malade, il s'interroge sur la fiabilité des témoins de Spotswood. Il prétend qu'Israël Hands a donné des renseignements sous la contrainte et que l'autre témoin, un Africain, ne peut témoigner à cause de la loi de Caroline du Nord. Le sucre, explique-t-il, a été stocké légalement à son domicile et Teach lui a rendu visite uniquement sur des affaires en sa qualité officielle. La commission a reconnu Knight innocent et il meurt plus tard cette même année,.
Eden est alors ennuyé que les accusations portées contre Knight surgissent lors d'un procès dans lequel il n'a joué aucun rôle. Les marchandises que le capitaine Brand a officiellement saisies en Caroline du Nord sont considérées par Eden comme un vol. Cette question affecte les relations entre les deux colonies jusqu'au 17 mars 1722, date du décès d'Eden. Il nomme l'un des adversaires de Spotswood, John Holloway, comme bénéficiaire. Dans la même année, Spotswood, qui pendant longtemps a combattu ses ennemis à la Chambre des Bourgeois de Virginie et au Conseil, est finalement remplacé par Hugh Drysdale à la demande de Robert Walpole,.

## Postérité et vision moderne

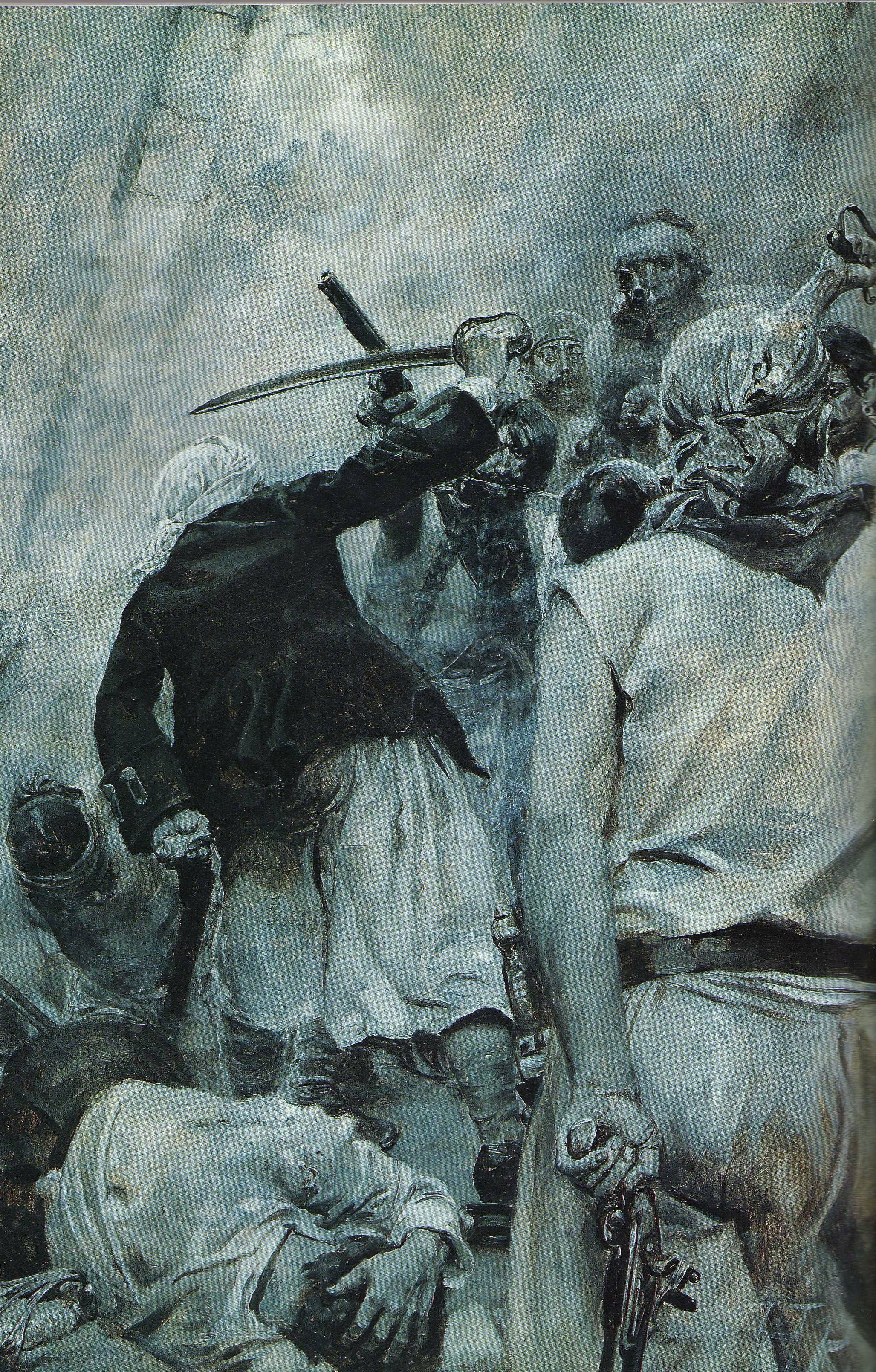
The Combatants Cut and Slashed with Savage Fury par Howard Pyle, 1894. Illustration de l'abordage de Barbe Noire et son équipage sur un navire.

Si les pirates sont de nos jours généralement vus à travers l'imagerie stéréotypée de la littérature du XIXe siècle, ils étaient à l'époque souvent décrits comme de méprisables voleurs des mers. En revanche, les pirates devenus corsaires étaient considérés par le gouvernement anglais comme une force navale d'appoint et étaient même activement encouragés. Par exemple, dès 1581, Francis Drake est anobli par la reine Élisabeth Ire quand il revient en Angleterre d'une expédition autour du monde avec un butin d'une valeur estimée à 1 500 000 £. Des pardons royaux étaient régulièrement accordés, surtout quand l'Angleterre était sur le point d'entrer en guerre. Selon Robert E. Lee, l'opinion publique aussi est souvent favorable aux pirates, dont l'action est considérée comme équivalente à celle des mécènes. L'économiste Peter Leeson de l'université de Chicago pense que les pirates sont généralement des hommes d'affaires avisés, loin de la vision moderne romancée de tyrans meurtriers : « Nous voyons généralement les pirates comme des monstres assoiffés de sang qui ne pensaient qu'à découper les gens en morceaux. [Il est sans doute plus vraisemblable qu'] un pirate, tout comme une personne normale, préférait ne pas avoir à tuer. D'un autre côté, les pirates savaient que si quelqu'un leur résistait sans qu'ils fassent rien, leur réputation et donc leur nom seraient compromis. Vous pouvez donc vous figurer qu'un pirate adoptait ce comportement un peu à contrecœur car c'était le seul moyen de préserver cette réputation »,. Après l'arrivée de Woodes Rogers à New Providence en 1718, qui réussit à mettre un terme à l'ancienne « république des pirates », la piraterie dans les Antilles entame son déclin. En l'absence de lieu facilement accessible et sécurisé pour stocker leurs biens volés, les pirates en sont réduits à une vie essentiellement de subsistance. Après presque un siècle de guerre navale entre les marins britanniques, français et espagnols au cours duquel on pouvait facilement trouver un emploi de corsaire, les pirates isolés sont facilement dépassés par les puissants navires utilisés par l'empire britannique pour défendre ses flottes marchandes. La croissance de la traite négrière contribue à faire de la Caraïbe un centre d'intérêt majeur, empêchant la piraterie de se développer aussi bien que par le passé.
Depuis la fin de ce que l'on appelle l'âge d'or de la piraterie, Teach et ses exploits intègrent le folklore, inspirant des livres, des films et des manèges de parcs d'attraction. Beaucoup de ce que l'on sait de lui provient de l’Histoire générale des plus fameux pyrates de Charles Johnson, publiée en Grande-Bretagne en 1724. Les descriptions de Johnson, comme celle des femmes pirates Anne Bonny et Mary Read, en font une autorité reconnue sur les pirates de son temps et sont depuis des années une lecture obligatoire pour ceux qui s'intéressent à ce sujet. Le succès de ces histoires fait qu'une seconde édition du livre est rapidement publiée. Cependant, l'historien Angus Konstam considère que la « version de la vie de Barbe Noire [donnée par Johnson] a été un peu romancée pour [en] faire une histoire plus sensationnelle ». L’Histoire générale est cependant généralement considérée comme une source fiable,. Johnson peut également avoir été un pseudonyme. Robert E. Lee considère que le véritable auteur importe peu, dans la mesure où il a un accès à la correspondance officielle puisque ses récits ont été corroborés par des dépêches personnelles et officielles. Konstam va plus loin, suggérant que Johnson aurait pu être l'écrivain et dramaturge anglais Charles Johnson, l'éditeur britannique Charles Rivington ou encore l'écrivain Daniel Defoe. Dans son ouvrage de 1951, The Great Days of Piracy, l'auteur George Woodbury écrit que Johnson est « évidemment un pseudonyme » et poursuit que « [l']on ne peut s'empêcher de soupçonner qu'il ait été un pirate lui-même ».

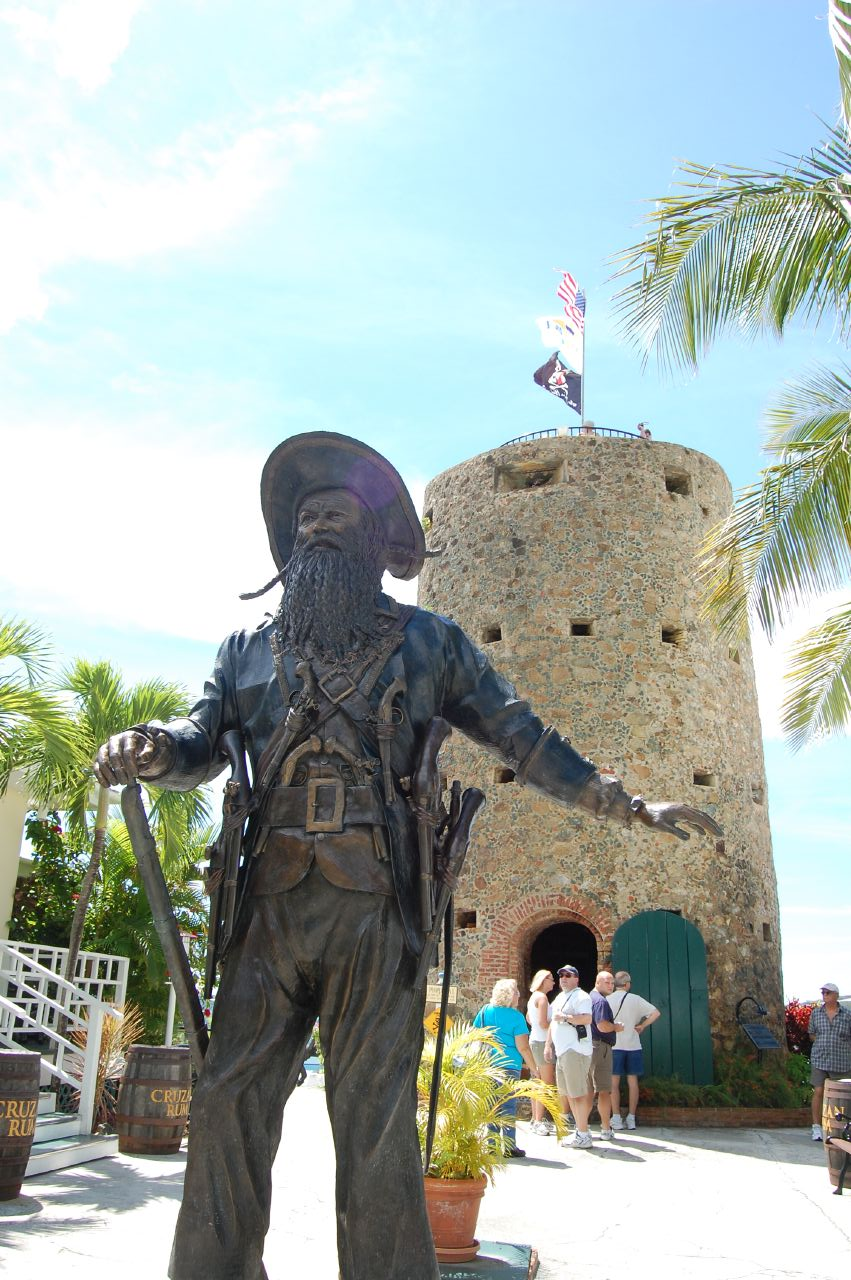
Statue de Barbe Noire devant le château de Barbe Noire de Charlotte Amalie.

En dépit de sa légende, Teach n'est pas le plus accompli des pirates. Par exemple, Henry Every a su acquérir une fortune et se retirer avant d'être pourchassé et Bartholomew Roberts a obtenu environ cinq fois le montant des vols de Teach. Les chasseurs de trésors ont longtemps pisté la trace d'un éventuel trésor de Teach en or et en argent mais, dans les nombreux sites explorés le long de la côte Est des États-Unis, rien n'a jamais permis de faire un lien avec Teach. Certains contes suggèrent que les pirates tuent souvent un prisonnier à l'endroit où ils ont enterré leur butin. Teach ne fait pas exception à ces histoires mais aucune découverte ne permet de confirmer cela, ce qui n'est d'ailleurs pas exceptionnel puisque dans les écrits disponibles sur les pirates, il n'y a rien qui suggère que l'enterrement du trésor était une pratique courante, sauf dans l'imagination des écrivains de certains récits fictifs comme L'Île au trésor. Cette pratique nécessite un pirate assez riche pour pouvoir enterrer un trésor dont il n'a pas besoin pour faire vivre son équipage. De plus, l'existence supposée de celle-ci ignore la structure de commandement d'un navire pirate, dont l'équipage s'exprime souvent par le suffrage libre. Le seul pirate connu pour enterrer son trésor est William Kidd. Il est peu vraisemblable que l'équipage accepte d'enterrer un butin qui pourrait lui profiter. Le seul trésor jusqu'à présent récupéré de Teach est l'épave du Queen Anne's Revenge, qui a été trouvée et fouillée en 1997. En 2007, plus de 15 000 objets ont été récupérés et conservés, dont certains sont exposés dans les musées maritimes de Caroline du Nord.

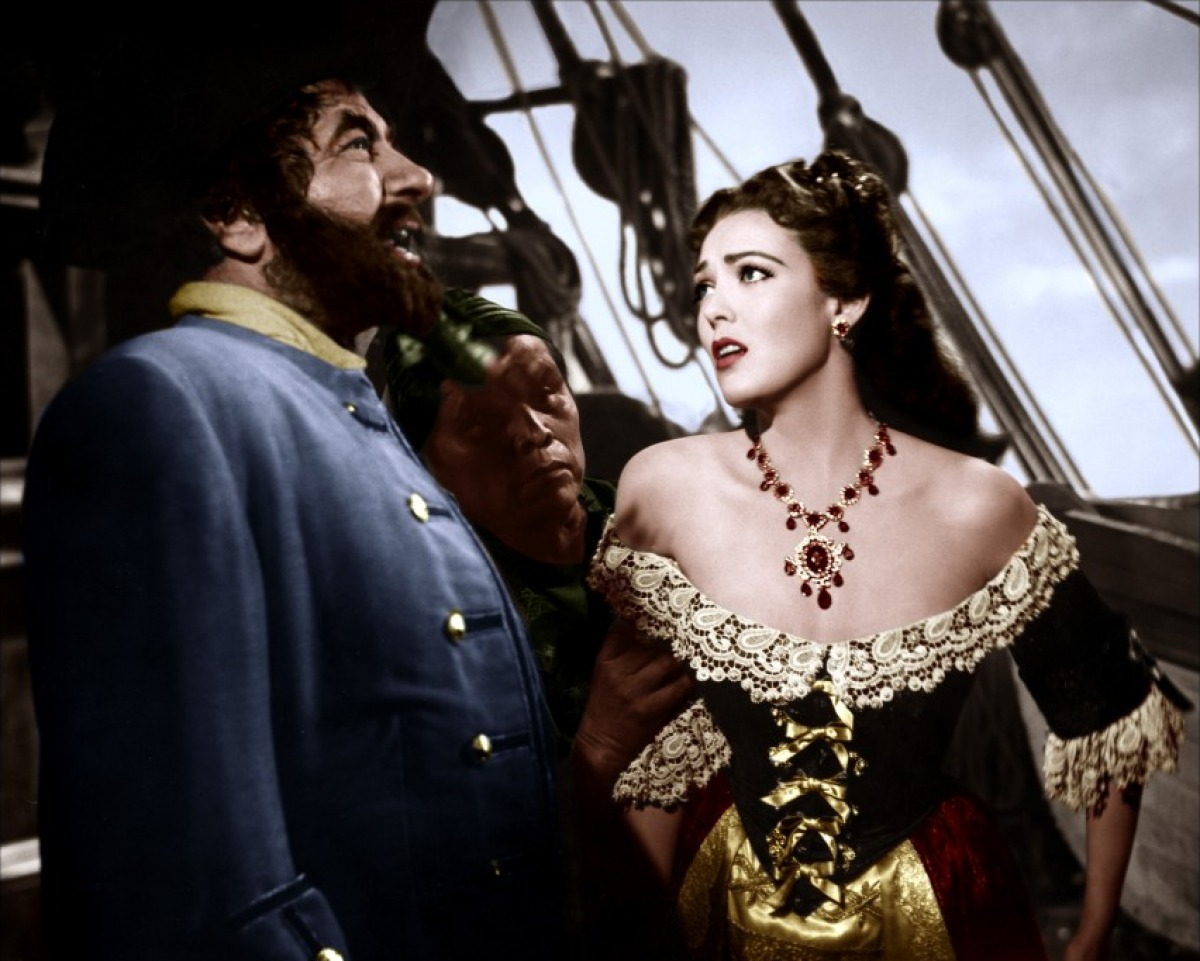
Robert Newton et Linda Darnell dans Barbe-Noire le pirate de Raoul Walsh (1952).

Divers contes existent sur le fantôme de Teach. Des lumières inexplicables en mer sont souvent appelées Teach’s light ou « Lumière de Teach » et quelques chansons prétendent que le pirate erre désormais dans l'au-delà, à la recherche de sa tête, de peur que ses amis et le diable ne le reconnaissent pas. Un conte de Caroline du Nord soutient que le crâne de Teach a été utilisé comme base pour un calice en argent ; un juge local ayant même affirmé avoir bu dedans une nuit dans les années 1930.
Le nom de Barbe Noire est rattaché à de nombreuses attractions locales, telles que le parc d'attraction Blackbeard’s Cove de Charleston ou le château de Barbe Noire de Charlotte Amalie dans les îles Vierges des États-Unis. L'aura du pirate est vue comme un attrait touristique en Caroline du Nord et la création d'un sentier touristique dédié est en projet.
Le nom de Barbe Noire et sa personne figurent également largement dans la littérature. Il est le principal sujet de la fiction de Matilda Douglas Blackbeard : A page from the colonial history of Philadelphia de 1835. Dans la fiction de Gregory Keyes, L'Âge de la déraison de 1998, il apparaît comme le gouverneur d'une colonie et il forme une alliance de pirates dans le livre On Stranger Tides de 1987 de Tim Powers. Barbe Noire est également un personnage du manga One Piece, sous le nom de Marshall D. Teach, et a aussi donné le nom de famille Edward (notamment porté par Edward Newgate dit Barbe Blanche). Il apparaît dans plusieurs films comme La Flibustière des Antilles (1951) de Jacques Tourneur, Barbe-Noire le pirate (1952) de Raoul Walsh avec Robert Newton dans le rôle-titre, Le Fantôme de Barbe-Noire (1968) de Bill Walsh et Don DaGradi avec Peter Ustinov dans le rôle-titre et Dean Jones, Le Trésor de Barbe-Noire (2006) de Kevin Connor avec Angus Macfadyen dans le rôle-titre, Blackbeard: Terror at Sea (2006) de Richard Dale et Tilman Remme avec James Purefoy dans le rôle principal et enfin Pirates des Caraïbes : La Fontaine de jouvence (2011) de Rob Marshall avec Ian McShane dans le rôle de Barbe Noire, d'autant que des parallèles étaient déjà faits entre lui et Jack Sparrow dès le premier volet de cette série, Pirates des Caraïbes : La Malédiction du Black Pearl (2003) de Gore Verbinski. Plus récemment, Barbe-Noire est joué par Hugh Jackman dans le film Pan (2015). Barbe-Noire est également le patronyme du héros de la bande dessinée Le Vieux Nick et Barbe-Noire créée par Marcel Remacle et publiée par l'hebdomadaire Spirou. Edward Teach est également l'un des personnages importants du jeu vidéo Assassin's Creed IV: Black Flag. Dans la série Once Upon a Time, il apparaît à plusieurs reprises à partir de la troisième saison. Il est aussi l'une des âmes damnées du jury de l'enfer dans le Simpson Horror Show IV. Il est également le personnage principal - l’autre étant Stede Bonnet - de la série fictionnelle Our Flag Means Death. Il y est joué par le réalisateur et acteur Taika Waititi.
Il a également inspiré la création du personnage de Milo Thatch dans le film d'animation Atlantide, l'empire perdu, un « classique d'animation » des studios Disney. Il est également présent dans les saisons 3 et 4 de la série Black Sails, joué par Ray Stevenson.

## Notes et références

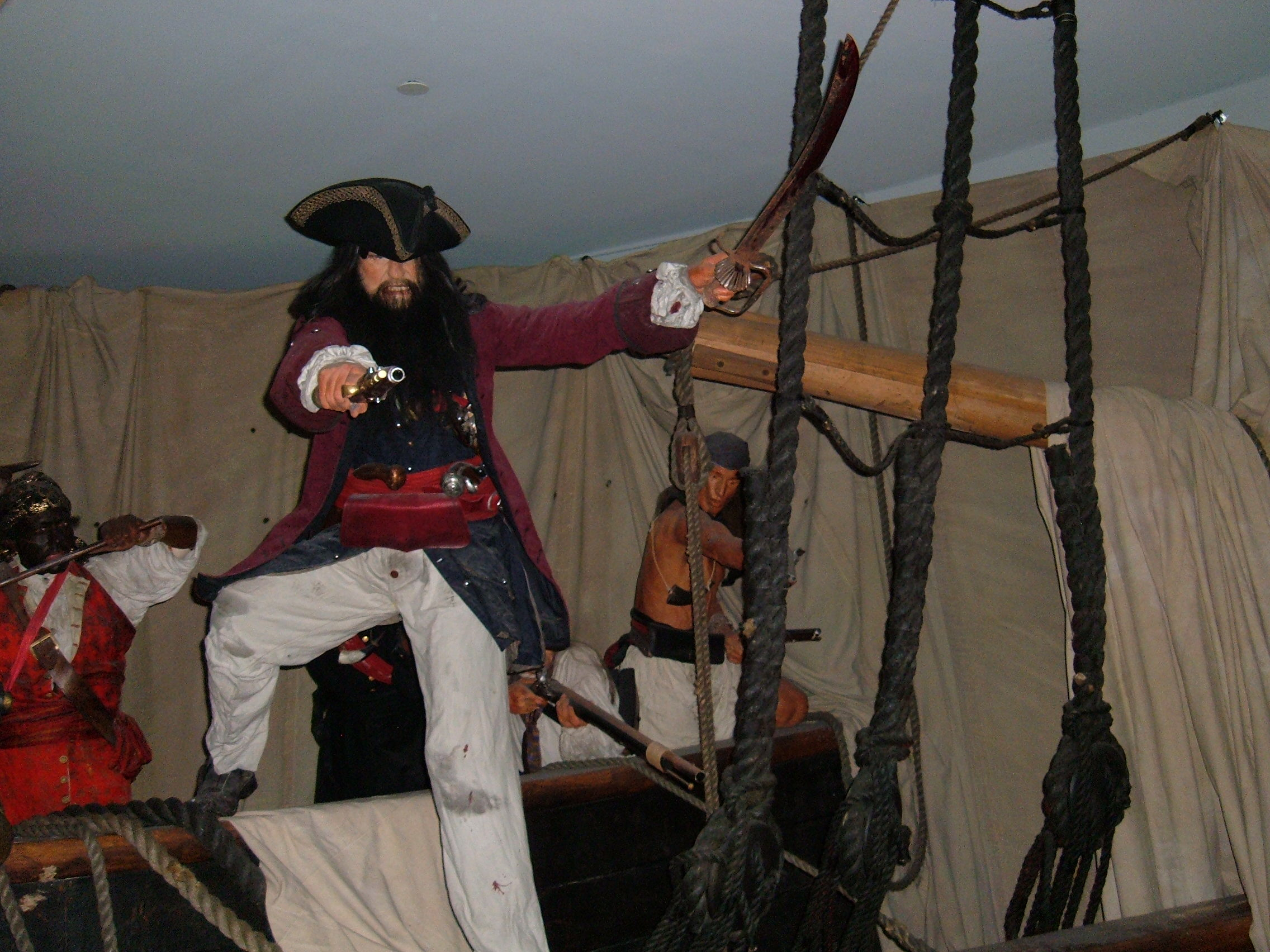
Abordage de Barbe Noire et son équipage au musée des pirates de Nassau, aux Bahamas.